# Fransk travare
Den Franska travaren är en hästras som utvecklades i Frankrike specifik för travsport. Franska uppfödare avlade fram en häst som gillade långa distanser, arbetsamma banor och som också fungerade att tävla i travklasser där man red hästarna, så kallat monté. Idag behärskar dock den franska travaren också att springa fort över kortare distanser. Den franska travaren är ofta lite tyngre och robustare än den amerikanska travaren. Det sägs att franska uppfödare tyckte att hästens utseende var lite viktigare än vad de amerikanska gjorde - där ju snabbheten sattes främst.  Viktiga ursprungliga hingstlinjer är de som härstammar från hingstarna Fandango och Kerjaques. Den franska travaveln har bara vid några få tillfällen tillåtit att det korsats in amerikanskt travarblod. Sådana korsningar har ofta tävlat mycket bra, och vissa av dessa blandningar håller nu på att etablera egna avelslinjer i Frankrike, till exempel Cocktail Jet. I Frankrike kallas rasen Trotteur Francais.
De engelska importerna korsades ofta med tyngre normandiska arbetshästar av de lokala bönderna och man utvecklade de anglonormandiska hästarna som blev omåttligt populära under 1800-talet. Dessa hästar föddes fram i många olika typer och utföranden och de lättare ridhästarna blev så småningom uppavlade i Selle francais-hästarna medan många av de lättare körhästarna användes under utvecklingen av den franska travaren.
Den främsta stamfadern var dock en hingst av halvblodstyp som hette Young Rattler, född 1811. Pappa var fullblodshingsten Rattler och mamman var en Norfolktravare. Young Rattler kallades för "Frankrikes Messenger" då han hade ett lika stort inflytande på den franska travaren, som den engelska fullblodshingsten Messenger hade haft på den amerikanska travaren. 
Trettio år senare avlade man in ännu mer fullblod i rasen och till slut fick man fram de fem viktigaste hästarna inom aveln av den franska travare. De fem hästarna var Conqurant och Normand som båda var söner till Young Rattler, Lavater som var efter en Norfolktravare och de två halvbloden Fuchsia och Phaeton. Fuchsia föddes 1883 och blev far till över 400 travare och av dessa avkommor var det över hundra som blev fäder till vinnare. 
Till slut blandade man även in lite blod från den amerikanska travaren i ett försök att öka snabbheten, men det gav inte mycket resultat då de båda raserna hade två helt olika sätt att springa. Den amerikanska travaren var nästan helt passgångare medan den franska travaren travar i en riktig trav, kallad diagonaltrav. Även den amerikanske travaren har utvecklat en stark linje med diagonaltrav.
För att bevara den franska travarens kvalitet stängdes stamboken helt 1937 för andra hästar än franska. Dock har boken öppnats lite och uppfödarna har nu rätt att korsa de franska travarna med hästar som är korsningar mellan amerikanska och franska travare. Det amerikanska blodet har blivit alltmer efterfrågat och det är numera ganska vanligt att de verkliga topptravarna i Frankrike har en rejäl dos av den amerikanska travaren i sina gener.

## Egenskaper
Då den franska travaren inte vunnit lika mycket som den amerikanska travaren har man försökt sig på en annan del av travsporten, nämligen monté. Monté innebär att man rider på hästen i full trav istället för att köra hästen i sulky. Första tävlingen hölls 1806 på Marsfältet i Paris. Idag utgör Monté ca 10 % av fransk travsport medan den fortfarande är ganska ovanlig i resten av världen. 
Tidigare var den franska travaren lite kantigare och grövre och rasen är fortfarande stark. Men linjerna har blivit mer fullblodsliknande utseende. Uppfödarna satsar hårt på hästar som ska vinna de stora tävlingarna på Vincennesbanan, som är Frankrikes nationalbana. De två största loppen för sulky respektive monté Prix d'Amérique och Prix de Cornulier. Det har hänt att båda loppen har vunnits av en och samma häst men hittills har bara fyra hästar klarat denna bedrift, varav alla fyra var av rasen fransk travare.